# Szuperhold

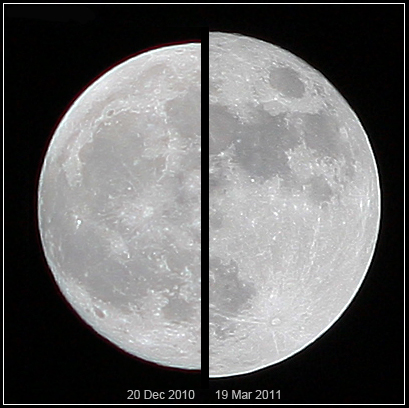
2011. márc. 19-i szuperhold (jobbra) és 2010. dec. 20-i átlagos hold (balra) látszólagos méretének összehasonlítása

Szuperholdnak nevezi a köznyelv[forrás?], amikor a telihold fázisa az ellipszis alakú holdpálya Földhöz legközelebbi pontján következik be, ilyenkor lesz a Hold Földről látható látszólagos mérete a legnagyobb.
A kifejezést egy Richard Nolle nevű asztrológus találta ki 1979-ben. A csillagászatban nem használják, mert nincs csillagászati jelentősége a holdtölte és a földközelség egybeesésének. A fogalomnak több meghatározása is létezik. A timeanddate.com weboldal olyan definíciót ad meg, ami szerint szuperholdról akkor lehet szó, ha a Hold tömegközéppontja közelebb van a Föld tömegközéppontjához 360 000 km-nél. Csizmadia Szilárd csillagász arra hívja fel a figyelmet, hogy a pontatlan meghatározások nem alkalmasak a jelenség bekövetkeztének meghatáozására. Nem ismert olyan definíció, amely bármilyen szakmai szervezet konszenzusán alapulna.
A Hold földtávolban (apogeum) kb. 405 ezer km-re, míg földközelben (perigeum) 356 ezer km távol van a Földtől, emiatt a látszólagos mérete kb. 14%-kal, a fényessége pedig 30%-kal nő meg a legkisebb értékhez képest. Az átlagos holdtöltéhez képest a Hold nagysága látszólag kb. 7%-kal nő meg. Fényessége kb. 16%-kal erősebb. A jelenség valamivel erősebb az északi félteke téli hónapjaiban, mert a Föld a pályáján ilyenkor közelebb van a Naphoz, így a Holdat több napfény éri.
Évente változó, hogy hányszor fordul elő ez a jelenség. Volt olyan év, hogy ilyen egybeesés egyszer sem fordult elő, de olyan év is akadt, amikor többször is láthattunk ilyet. 2016-ban például 14 földtávoli és 13 földközeli holdállás van, de ezek közül mindössze csak egy alkalom, november 14. esik egybe a telihold időpontjával.
A földközeli és földtávoli holdállások négyéves ciklusban mindig ugyanarra, vagy majdnem ugyanarra a naptári napra esnek. Ennek az az oka, hogy 53 földközeli (vagy földtávoli) holdállás időtartama szinte hajszálra megegyezik 4 naptári év hosszával. (Földközeli, illetve földtávoli ciklus ideje: 27,55455 nap,
Egy átlagos Gergely-naptári év : 365,2425 nap, 27,55455 × 53 = 1460,3912 nap, 365,2425 × 4 = 1460,97 nap)
A következő szuperholdra 2033. október 8-án kerül sor, ami 2021 óta az első lesz.

## Hatása az árapályra

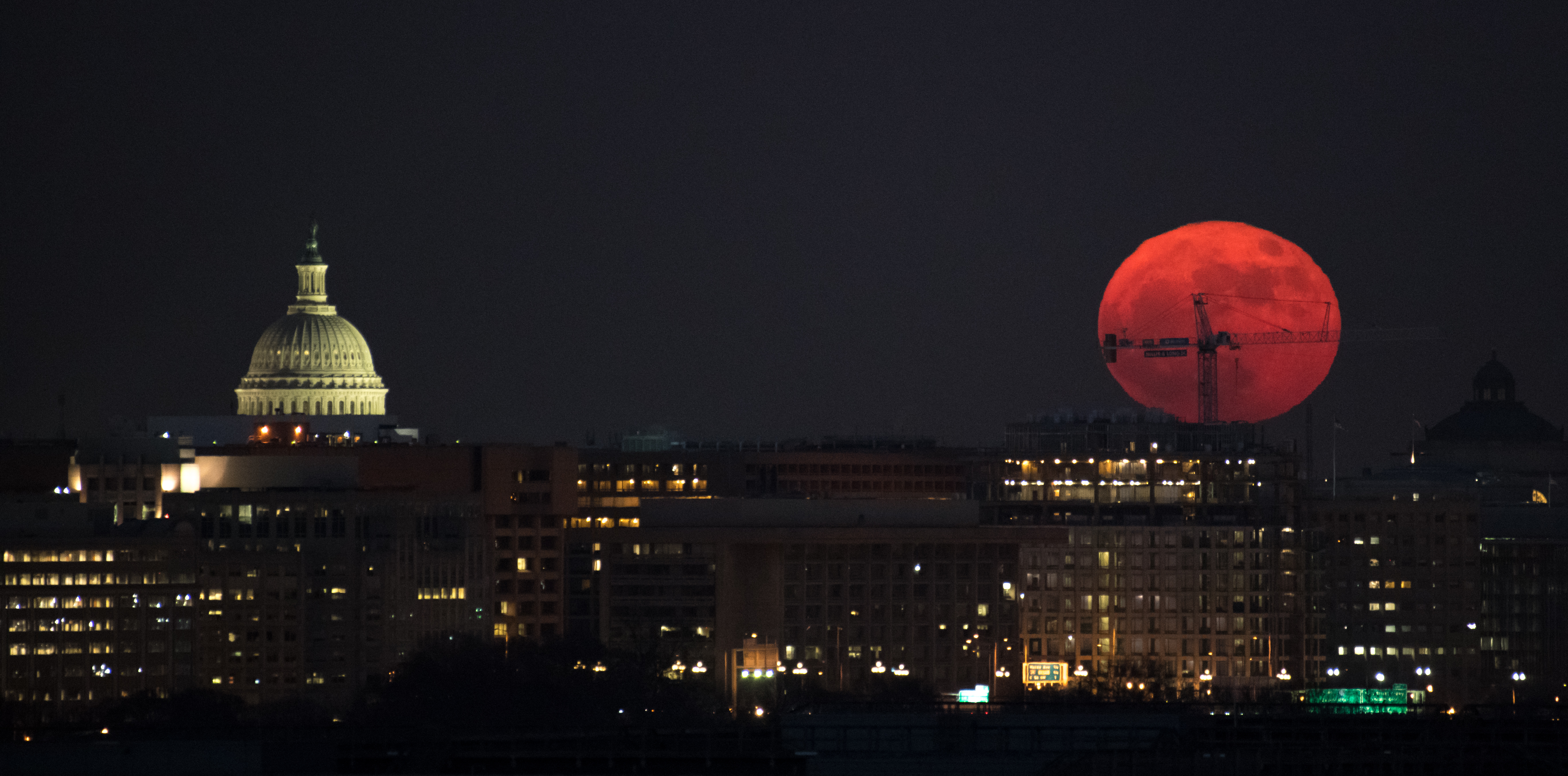
Szuperhold Washington felett (2017). A Hold látszólagos mérete holdillúzió, vagyis nem a szuperholdnak nevezett jelenség okozza, hanem a horizonthoz való közelség

A Hold tömegének hatása a Föld vizeire és szárazföldjére nagyobb mértékben nyilvánul meg telehold vagy újhold idején, mivel ilyenkor a Hold-Föld-Nap egy vonalba esik és így a Hold és a Nap gravitációs ereje nagyobb hatást fejt ki. Ez azzal jár, hogy egyes tengeröblökben az árapály a megszokottnál magasabbra emelkedik, illetve mélyebbre húzódik vissza.
Tudományos kutatásokat folytattak a szárazföldön mérhető tektonikus elmozdulások vizsgálatára, de ebben nem volt kimutatható mértékű a szuperhold jelenség hatása.